# 武蔵引田駅
武蔵引田駅（むさしひきだえき）は、東京都あきる野市引田にある、東日本旅客鉄道（JR東日本）五日市線の駅である。駅番号はJC 84。八王子支社管轄の駅。
あきる野市の中部、旧秋川市の西部に位置する。

## 歴史
- 1930年（昭和5年）4月4日：五日市鉄道の病院前停留場として開業[2][3]。旅客営業のみ[3]。
- 1940年（昭和15年）10月3日：南武鉄道への合併により、病院前駅（びょういんまええき）となる[2]。
- 1944年（昭和19年）4月1日：南武鉄道が戦時買収私鉄指定による国有化により、運輸通信省五日市線の駅となる[2]。同時に武蔵引田駅に改称[2][3]。
- 1958年（昭和33年）4月10日：荷物扱い廃止[3]。
- 1971年（昭和46年）2月1日：業務委託駅となる[4]。
- 1987年（昭和62年）4月1日：国鉄分割民営化に伴い、東日本旅客鉄道（JR東日本）の駅となる[2][3]。
- 1997年（平成9年）3月10日：自動改札機を設置し、供用開始[5]。
- 2001年（平成13年）11月18日：ICカード「Suica」の利用が可能となる[広報 1]。
- 2006年（平成18年）3月16日：みどりの窓口の営業を終了し、「もしもし券売機Kaeruくん」を設置[6]。
- 2012年（平成24年）2月2日：「もしもし券売機Kaeruくん」を廃止、多機能券売機を設置。

## 駅構造
単式ホーム1面1線を有する地上駅である。
拝島駅管理のJR東日本ステーションサービスが業務を受託する業務委託駅。駅舎は木造で、内部には自動券売機、自動改札機がある。自動券売機は始発から午前6時20分の間は発売停止だが、同様の青梅線の駅に設置してある乗車駅証明書発行機は無く、終電後に用意された印刷済の乗車駅証明書を持ち着駅にて精算する。2006年、みどりの窓口が廃止され、その代替として「もしもし券売機Kaeruくん」（稼働時間は6時30分から22時まで）が設置されたが、2012年2月2日20時をもって営業を終了して撤去された。
エスカレーターとエレベーターの設備はない。地平の改札からプラットホーム迄折返し状のスロープがあるため車椅子の利用もできるが、距離が長いことから高齢者等の場合は付き添いのもとで利用するのが安全である。
人員削減のため、駅員は武蔵増戸駅との交代制。時間により交代するため駅員不在の時間帯がある。
2000年、駅近隣に富士通あきる野テクノロジーセンターが開設され、これに合わせて自動改札機の増設及びホーム幅員の拡張が行われた。その後、周辺の土地開発が進み、イオンモール日の出の開業等もあって乗車人員は増加した。

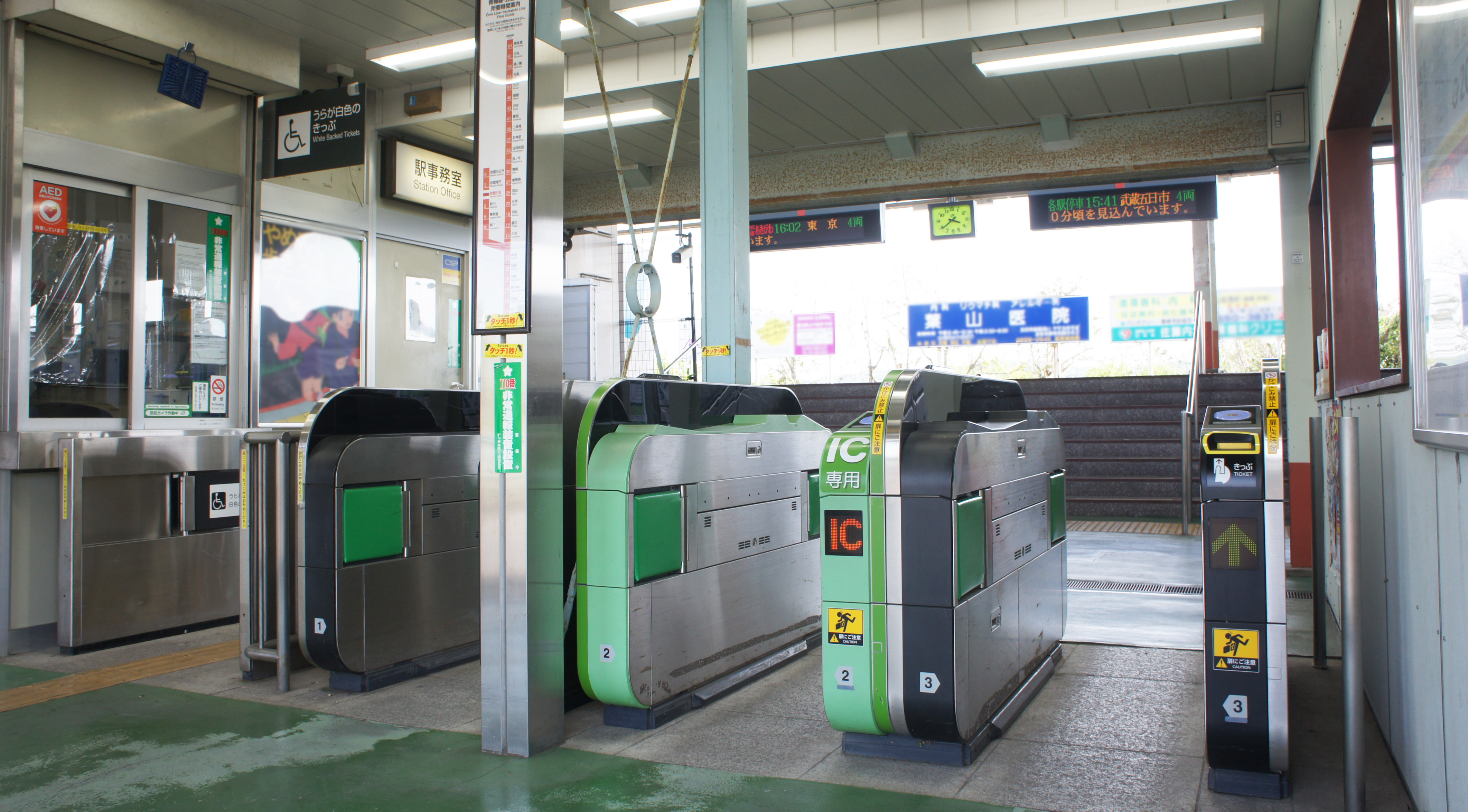
改札口（2021年4月）
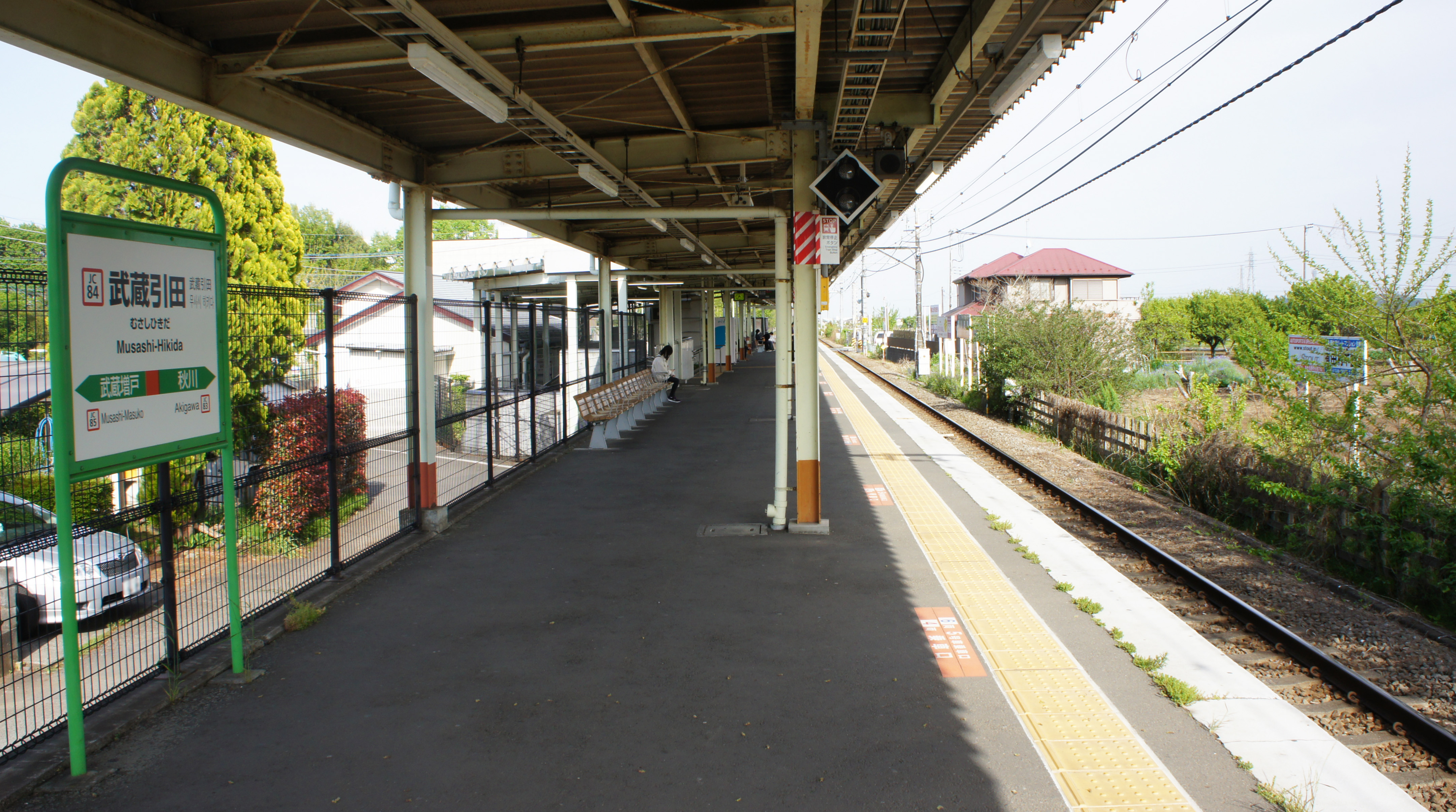
ホーム（2021年4月）

## 利用状況
2023年度（令和5年度）の1日平均乗車人員は3,971人である。
1990年度（平成2年度）以降の1日平均乗車人員の推移は下記の通り。
| 年度               | 1日平均 乗車人員 | 出典     |
| ------------------ | ---------------- | -------- |
| 1990年（平成02年） | 2,277            | [ * 1 ]  |
| 1991年（平成03年） | 2,358            | [ * 2 ]  |
| 1992年（平成04年） | 2,323            | [ * 3 ]  |
| 1993年（平成05年） | 2,340            | [ * 4 ]  |
| 1994年（平成06年） | 2,293            | [ * 5 ]  |
| 1995年（平成07年） | 2,257            | [ * 6 ]  |
| 1996年（平成08年） | 2,290            | [ * 7 ]  |
| 1997年（平成09年） | 2,343            | [ * 8 ]  |
| 1998年（平成10年） | 2,268            | [ * 9 ]  |
| 1999年（平成11年） | 2,361            | [ * 10 ] |
| 2000年（平成12年） | 3,646            | [ * 11 ] |
| 2001年（平成13年） | 4,451            | [ * 12 ] |
| 2002年（平成14年） | 4,430            | [ * 13 ] |
| 2003年（平成15年） | 4,091            | [ * 14 ] |
| 2004年（平成16年） | 3,948            | [ * 15 ] |
| 2005年（平成17年） | 4,026            | [ * 16 ] |
| 2006年（平成18年） | 4,033            | [ * 17 ] |
| 2007年（平成19年） | 4,331            | [ * 18 ] |
| 2008年（平成20年） | 4,167            | [ * 19 ] |
| 2009年（平成21年） | 4,043            | [ * 20 ] |
| 2010年（平成22年） | 3,848            | [ * 21 ] |
| 2011年（平成23年） | 3,946            | [ * 22 ] |
| 2012年（平成24年） | 4,070            | [ * 23 ] |
| 2013年（平成25年） | 4,145            | [ * 24 ] |
| 2014年（平成26年） | 3,881            | [ * 25 ] |
| 2015年（平成27年） | 3,538            | [ * 26 ] |
| 2016年（平成28年） | 3,299            | [ * 27 ] |
| 2017年（平成29年） | 3,138            | [ * 28 ] |
| 2018年（平成30年） | 3,102            | [ * 29 ] |
| 2019年（令和元年） | 3,235            | [ * 30 ] |
| 2020年（令和02年） | 2,430            |          |
| 2021年（令和03年） | 2,640            |          |
| 2022年（令和04年） | 3,611            |          |
| 2023年（令和05年） | 3,971            |          |

## 駅周辺
| イオンモール日の出（モノクロ塗装変更前） |  | 公立阿伎留医療センター |
| イオンモール日の出（モノクロ塗装変更前） |  | 公立阿伎留医療センター |

- 公立阿伎留医療センター
- H.U.グループ中央研究所
- イオンモール日の出
- 亜細亜大学 日の出キャンパス（同上）：グラウンドなどを始めとした施設があり、体育施設が主となるキャンパスである。
- 東京都立あきる野学園
- オザム 代継店

駅北口では、あきる野市により土地区画整理事業及びその見直しが進められている。

## バス路線
駅より線路沿いを秋川駅方面に歩いた所に「武蔵引田駅入口」停留所がある。
- あきる野市コミュニティバス「るのバス」：武蔵五日市駅方面 / 秋川駅方面
- 日の出町コミュニティバス「ぐるり〜ん日の出」：つるつる温泉行 - 日の出町民専用のバスで、運賃は無料だが、乗車時には専用乗車証か町民であることを確認する公的証明書が必要。日の出町民以外は乗車不可。

この他、駅から北へ徒歩2 - 3分の距離に西東京バスの「阿伎留医療センター」停留所がある。
- 福22：福生駅行 / 日の出折返場行
- 福23：福生駅行 / 阿伎留医療センター行

## 隣の駅
東日本旅客鉄道（JR東日本）
 五日市線
秋川駅 (JC 83) - 武蔵引田駅 (JC 84) - 武蔵増戸駅 (JC 85)

### 記事本文

##### 広報資料・プレスリリースなど一次資料
1. ↑  “Suicaご利用可能エリアマップ（2001年11月18日当初）” (PDF).   東日本旅客鉄道. 2019年7月27日時点のオリジナルよりアーカイブ。2020年4月27日閲覧。

### 利用状況
1. ↑  東京都統計年鑑 東京都ホームページ
2. ↑  統計 あきる野市ホームページ

JR東日本の2000年度以降の乗車人員
1. ↑  各駅の乗車人員（2000年度） - JR東日本
2. ↑  各駅の乗車人員（2001年度） - JR東日本
3. ↑  各駅の乗車人員（2002年度） - JR東日本
4. ↑  各駅の乗車人員（2003年度） - JR東日本
5. ↑  各駅の乗車人員（2004年度） - JR東日本
6. ↑  各駅の乗車人員（2005年度） - JR東日本
7. ↑  各駅の乗車人員（2006年度） - JR東日本
8. ↑  各駅の乗車人員（2007年度） - JR東日本
9. ↑  各駅の乗車人員（2008年度） - JR東日本
10. ↑  各駅の乗車人員（2009年度） - JR東日本
11. ↑  各駅の乗車人員（2010年度） - JR東日本
12. ↑  各駅の乗車人員（2011年度） - JR東日本
13. ↑  各駅の乗車人員（2012年度） - JR東日本
14. ↑  各駅の乗車人員（2013年度） - JR東日本
15. ↑  各駅の乗車人員（2014年度） - JR東日本
16. ↑  各駅の乗車人員（2015年度） - JR東日本
17. ↑  各駅の乗車人員（2016年度） - JR東日本
18. ↑  各駅の乗車人員（2017年度） - JR東日本
19. ↑  各駅の乗車人員（2018年度） - JR東日本
20. ↑  各駅の乗車人員（2019年度） - JR東日本
21. ↑  各駅の乗車人員（2020年度） - JR東日本
22. ↑  各駅の乗車人員（2021年度） - JR東日本
23. ↑  各駅の乗車人員（2022年度） - JR東日本
24. ↑  各駅の乗車人員（2023年度） - JR東日本

東京都統計年鑑
1. ↑  東京都統計年鑑（平成2年）
2. ↑  東京都統計年鑑（平成3年）
3. ↑  東京都統計年鑑（平成4年）
4. ↑  東京都統計年鑑（平成5年）
5. ↑  東京都統計年鑑（平成6年）
6. ↑  東京都統計年鑑（平成7年）
7. ↑  東京都統計年鑑（平成8年）
8. ↑  東京都統計年鑑（平成9年）
9. ↑  東京都統計年鑑（平成10年） (PDF)
10. ↑  東京都統計年鑑（平成11年） (PDF)
11. ↑  東京都統計年鑑（平成12年）
12. ↑  東京都統計年鑑（平成13年）
13. ↑  東京都統計年鑑（平成14年）
14. ↑  東京都統計年鑑（平成15年）
15. ↑  東京都統計年鑑（平成16年）
16. ↑  東京都統計年鑑（平成17年）
17. ↑  東京都統計年鑑（平成18年）
18. ↑  東京都統計年鑑（平成19年）
19. ↑  東京都統計年鑑（平成20年）
20. ↑  東京都統計年鑑（平成21年）
21. ↑  東京都統計年鑑（平成22年）
22. ↑  東京都統計年鑑（平成23年）
23. ↑  東京都統計年鑑（平成24年）
24. ↑  東京都統計年鑑（平成25年）
25. ↑  東京都統計年鑑（平成26年）
26. ↑  東京都統計年鑑（平成27年）
27. ↑  東京都統計年鑑（平成28年）
28. ↑  東京都統計年鑑（平成29年）
29. ↑  東京都統計年鑑（平成30年）
30. ↑  東京都統計年鑑（平成31年・令和元年）